# Marienthal (Bad Liebenstein)
Marienthal ist eine zum Ortsteil Schweina der Stadt Bad Liebenstein im Wartburgkreis in Thüringen gehörende Siedlung.

## Lage
Marienthal liegt im südlichen Teil der Gemarkung Schweina an der Landesstraße 1027. Westlich des Ortsteils liegt Barchfeld mit Anbindung an die Bundesstraße 19 und nordwestlich Bad Liebenstein.

## Geschichte
Das Gebiet südlich von Schweina gehörte im Mittelalter zu der Siedlung Wenigenschweina (erstmals 1330 erwähnt). Im ausgehenden 15. Jahrhundert entstand dort ein Gut, das zum Besitz der Herren von Rexrodt gehörte. Um 1558 kaufte Claus von Wechmar das Gut, wahrscheinlich veranlasste er den Bau eines schlossartigen Herrenhauses im Stil der Renaissance. Der preußische Obrist Ludwig Anton von Wechmar (1712–1787) – im Siebenjährigen Krieg ein Husarengeneral Friedrichs des Großen, wurde im Schloss geboren.
Das Gut wurde 1716 zum Verkauf angeboten und gelangte an die in Liebenstein ansässige Familie von Fischern. Da diese Familie in Liebenstein über eigene Immobilien verfügte, geriet das alte Schloss durch bauliche Schäden und Vernachlässigung in Verfall, erst ein Erbe, der Meininger Forstmeister Friedrich von Fischern, investierte ab dem Jahr 1800 in den Erhalt der Gebäude, 1808 war ein Seitengebäude als Neubau fertiggestellt, auf Anraten der beteiligten Baumeister wurde auch das alte Herrenhaus 1812 abgebrochen und durch einen Neubau ersetzt.
Die Familie von Fischern gehörte zum Landadel im Herzogtum Sachsen-Meiningen und wurde 1815 von der Regentin, Herzogin Louise Eleonore, mit der Verwaltung der herzoglichen Forste betraut. Die ständige Abwesenheit von ihrem Gut in Wenigenschweina führte zu dem Entschluss, das Gut für eine längere Zeit zu verpachten.
Die Herzoglich Meiningische Finanzkammer übernahm 1833 das Gut und nahm eine Umbenennung vor, auf Wunsch des nun regierenden Herzogs Bernhard Erich Freund wurde es mit der zugehörigen Flur nach dessen Gattin Marie (von Hessen-Kassel) in Marienthal umbenannt.

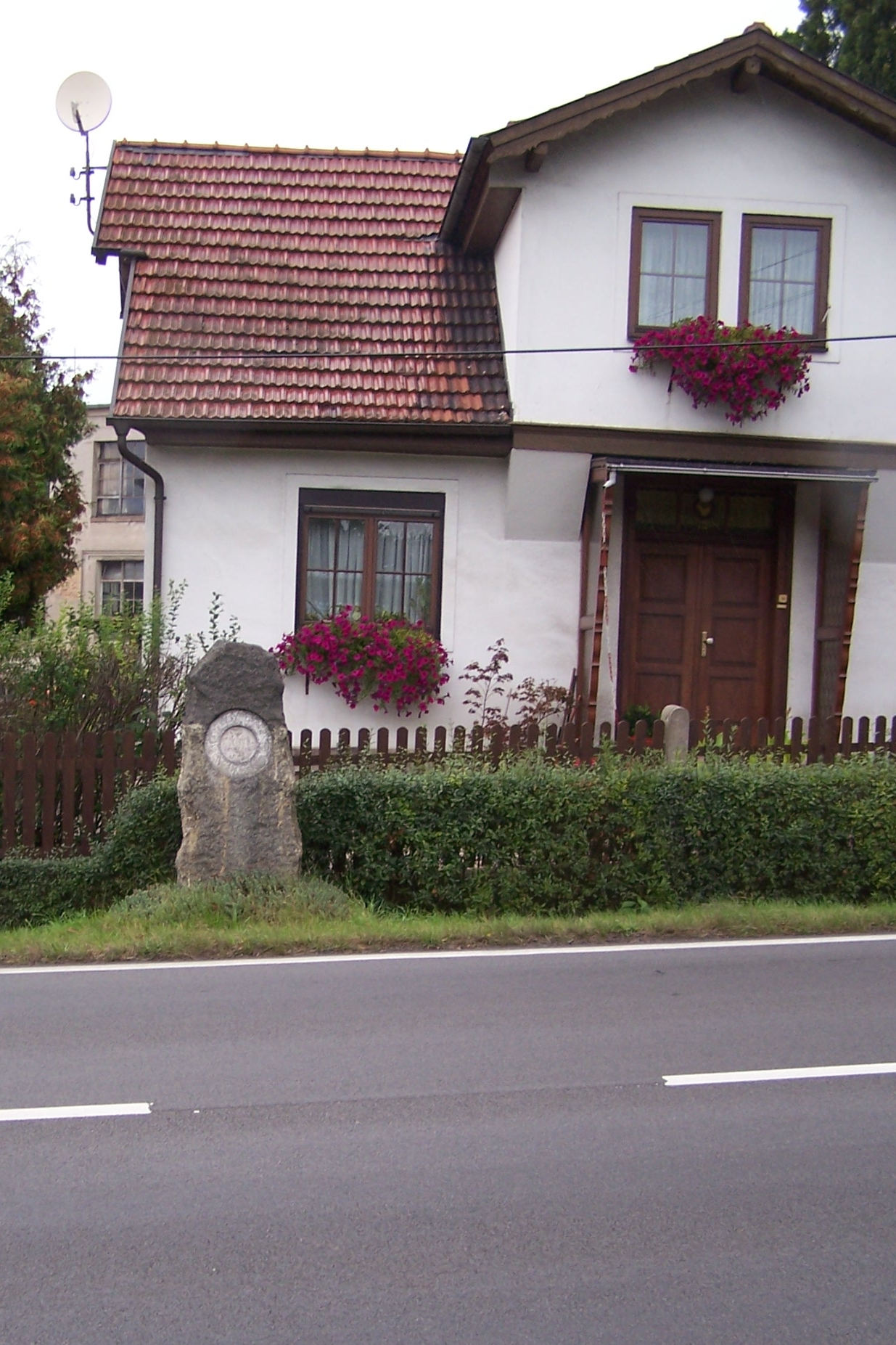
Ehemaliges Zollhaus an der Liebensteiner Straße

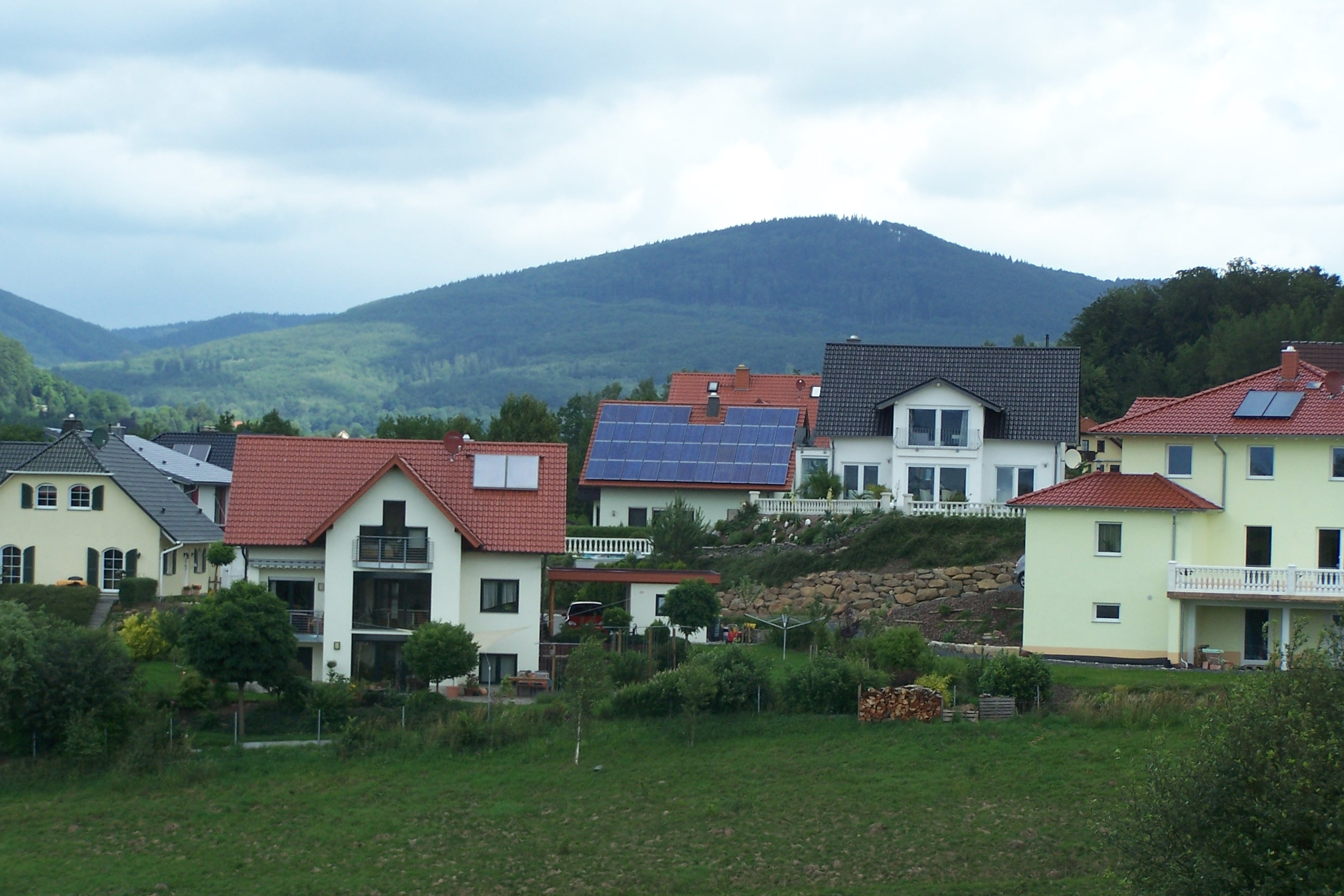
Siedlung am Marienthaler Wäldchen

Das dem Marienthaler Schlösschen benachbarte Grundstück war seit dem 16. Jahrhundert Standort einer Kupferschmelzhütte, die sich etwa 500 Meter südlich am Ufer der Schweina befand.
Dieser Betrieb wurde 1853 von dem Ruhlaer Industriellen Andreas Ziegler und einem Geschäftspartner erworben. Am Flusslauf der Schweina entstand binnen weniger Jahre eine weitläufige Fabrikanlage zur Fabrikation von Messern, Kleineisen- und Messingwaren. Ein Nachfolger der Unternehmensgründer erwarb 1892 das Marienthaler Schlösschen als Wohnsitz. In der Umgebung entstanden bis zum Ortsrand von Schweina weitere Industriebetriebe und am Talrand eine kleine Werksarbeitersiedlung mit dem Namen Marienthal.
Vom 1. August 1889 bis zur Stilllegung am 4. August 1968 hatte Marienthal auch einen Bahnanschluss im Personen- und Güterverkehr an der Bahnstrecke Immelborn–Steinbach.
Die in Barchfeld ansässige Familie Otto Reum war Besitzer der Pallas Werke und betrieb in Marienthal aus privater Neigung eine kleine Gärtnerei, da die Ehefrau Blumenliebhaberin war.
Gegenüber der Gärtnerei wurde 1865 das Gasthaus Auerhof erbaut. Wegen fehlender Konzession wurde die Gaststätte 1948 geschlossen, durfte aber noch bis 1968 als Pension weitergeführt werden. 1998 wurde die Wiedereinweihung begangen.
Das 1908 erbaute „Marienthaler Krankenhaus“ war zunächst eine „Chirurgische Klinik“, später Kinderklinik und Entbindungsstation. Es wurde in den 1960er Jahren von  Obmann als Chefarzt geleitet.
In der DDR-Zeit befanden sich im Ortsteil die Betriebe VEB Lux Werke Marienthal (Nachfolgebetrieb der verstaatlichten Lux-Werke), dieser Betrieb wurde später Teil des VEB Solidor Marienthal, ein Betriebsteil des VEB Vereinigte Metallwaren Breitungen.
Nach der Wiedervereinigung im Jahr 1990 wurden die metallverarbeitenden Betriebe im Marienthal geschlossen. Ein Großteil der bis zu 100 Jahre alten Fabrikgebäude wurde abgerissen und das Gelände um das Schloss stellt nun eine Industriebrache dar. Die letzten Industrieruinen der Lux-Werke wurden bis Mitte 2012 zurückgebaut und die beräumten Flächen als Gewerbestandort neu erschlossen. Zu den markanten Gebäuden in Marienthal gehörte auch eine gründerzeitliche Fabrikanten-Villa, die beim Rückbau der Industriebrachen ebenfalls abgerissen wurde.
Am Marienthaler Wäldchen entstand eine kleine Eigenheimsiedlung mit Verbindungsstraße nach Bad Liebenstein.